# You Gotta Move
"You Gotta Move" er en sang der blev skrevet af Fred McDowell og Rev. Gary Davis. Selvom McDowells version er kendt, er det kendteste version den som rock ‘n’ roll bandet The Rolling Stones indspillede, og som kom på deres 1971 album Sticky Fingers.
Til den indspillede version var der følgende musikere. Mick Jagger sang, mens Charlie Watts spillede trommerne. Mick Taylor spillede elektriske guitar, og Bill Wyman det elektriske klaver. Keith Richards spillede sangens akustiske slide guitar, og sang kor .. 
Richards fortalte om at spille slide guitar i 1989:” Jeg spiller sjældent slide på plader. Der er altid en bedre slide (guitar) spiller i bandet, end mig. Men jeg har spillet slide, mest akustiske ting som “You Gotta Move” og ”Prodigal Son”, noget som det, Open D eller Open E . ” 
Sangen findes som live udgave på albummet Love You Live fra 1977.

## Aerosmith version
Aerosmith har lavet en cover version af denne sang, til deres blues cover album Honkin' on Bobo i 2004. De kaldte også deres live DVD, You Gotta Move, efter denne sang.

### Fodnote
1. ↑  You Gotta Move
2. ↑  You Gotta Move